# ۹۴۲ (خورشیدی)
۹۴۲ نهصد و چهل و دومین سال هجری خورشیدی است.